# Reforzamiento
En psicología (en particular, en conductismo), se llama reforzamiento al procedimiento mediante el cual la aplicación de un estímulo (llamado reforzador) hace que aumente la probabilidad de que una conducta se repita en el futuro. El reforzador, al igual que los estímulos aversivos, se define en función de su efecto sobre la conducta, no por sus características inherentes. Es decir, aunque un estímulo pueda ser considerado en general como reforzador no lo será en los casos en que no haga más probable una conducta. Por ejemplo, la comida suele ser considerada como reforzador, pero para una persona que padece anorexia se considera un estímulo aversivo.
La definición de reforzador se ha considerado a veces como circular: el reforzador es lo que refuerza la conducta; si la conducta es reforzada por un estímulo es que este resulta reforzador. Paul E. Meehl propuso, en la década de 1950, el concepto de transituacionalidad para resolver este problema.

## Reforzador intrínseco o extrínseco
A menudo se ha discutido si el reforzador debía tener cualidades intrínsecas o no, estas propiedades intrínsecas, de naturaleza biológica de algunos reforzadores no han sido unánimemente aceptadas. En todo caso, habrían de ir unidas a otros conceptos como el de privación (incluso la comida no actúa como reforzador sin hambre):

## Reforzador positivo o negativo
Un reforzador o refuerzo es todo ese estímulo que hace que la conducta que lo ha provocado aumente. Una de las distinciones que se hace en cuanto a refuerzos es el de refuerzo positivo o refuerzo negativo.
Reforzamiento positivo. Tiene lugar cuando una respuesta va seguida de una recompensa o cualquier otro evento positivo, y aumenta la probabilidad de que ésta vuelva a ocurrir. Es un refuerzo positivo dar un caramelo a un niño por haber concluido sus obligaciones; la conducta de hacer sus obligaciones aumenta porque el niño recibe algo que le agrada (un caramelo).
Reforzamiento negativo. Tiene lugar cuando una respuesta va seguida de la terminación de la incomodidad o de la eliminación de un evento desagradable. Al igual que un reforzador positivo, el reforzamiento negativo también incrementa la respuesta. Un niño acabará de comerse la sopa (conducta) con la promesa de que no tendrá que comerse el pescado que tanto le disgusta (la retirada del pescado como refuerzo negativo).
Es importante no confundir los términos de positivo o negativo en el sentido de bueno o malo; se habla de refuerzo positivo siempre que se reciba algo por la conducta, y se habla de refuerzo negativo siempre que se elimine un estímulo aversivo para aumentar la frecuencia de la conducta.
Un concepto opuesto al de reforzador es el de castigo, ambos provenientes del paradigma del condicionamiento instrumental.

##### Escape
Un caso particular de reforzamiento negativo, junto con la conducta de evitación, es la conducta de escape. Es un procedimiento básico del condicionamiento instrumental. En el aprendizaje de escape, se aprende a dar una respuesta con la intención de poner fin a un estímulo aversivo. El sujeto ha de dar una respuesta después de la aparición del estímulo aversivo, con lo que este desaparece.
Un ejemplo clásico de este tipo de condicionamiento es el simple hecho de abrir un paraguas cuando llueve, lo que hace que el estímulo aversivo (mojarse) desaparezca.